# Tuerie de Port-Arthur (Australie)
Ne doit pas être confondu avec massacre de Port-Arthur.

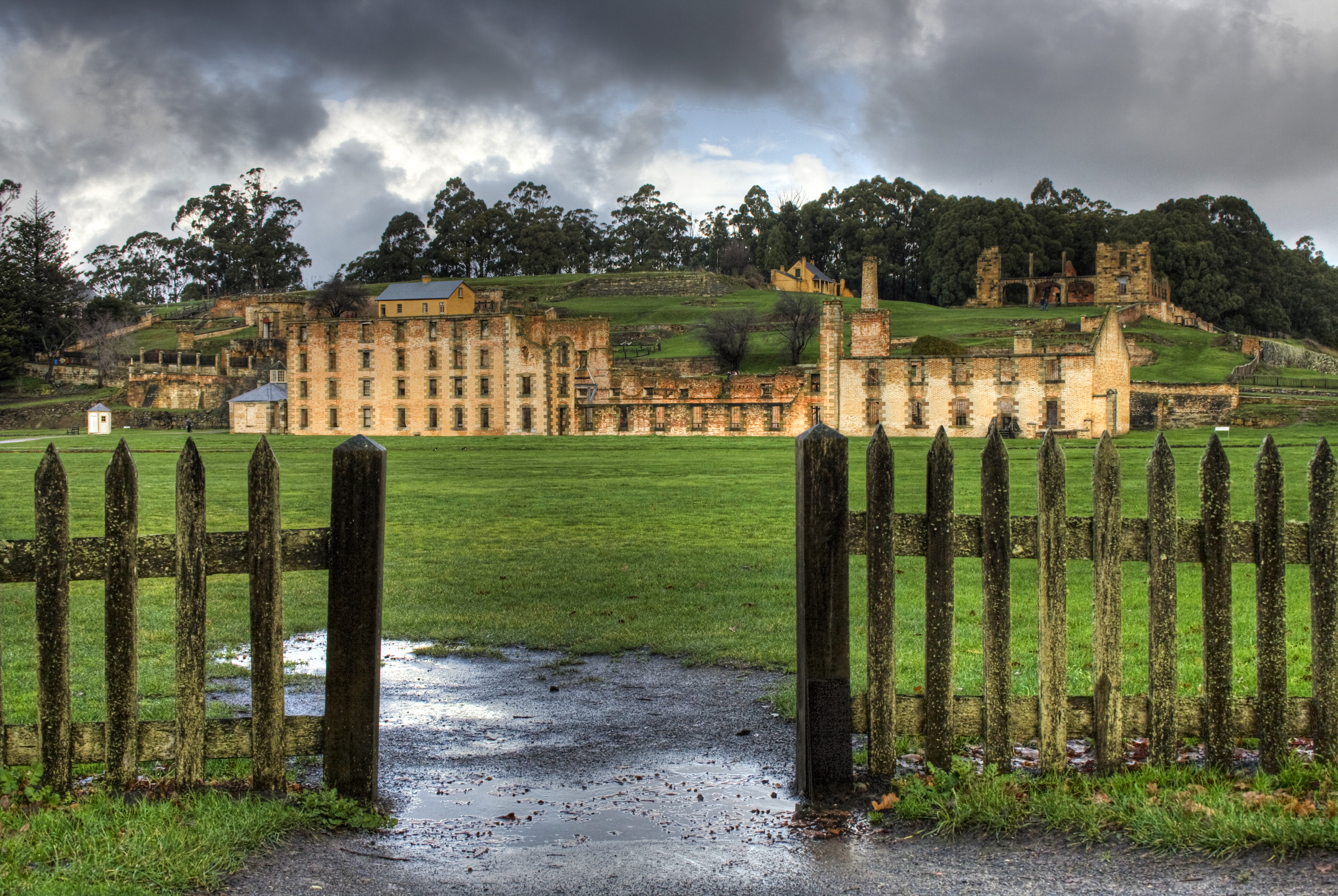
Pénitencier de Port Arthur.

La tuerie de Port-Arthur ou massacre de Port Arthur se déroule du 28 au 29 avril 1996 à Port Arthur, en Tasmanie. Il s'agit d'une fusillade à grande échelle dans laquelle 35 personnes sont tuées et 23 sont blessées. L'assassin, Martin Bryant, a été condamné à perpétuité.
Tuerie de masse parmi les plus meurtrières d'Australie, elle entraîne des modifications importantes de sa législation sur le contrôle des armes à feu.
Le film Nitram de Justin Kurzel, sorti en 2021, s’inspire de cette histoire.